# Состон
Состон — деревня в графстве Кембриджшир, в Англии, расположенная на реке Кам, примерно в 11 километрах к югу от Кембриджа. Население Состона на 2011 год составляет 7145 человек.

## История
Хотя Состон существует 400—600 лет, есть сведения, что в этой местности проживали люди около 5000 лет назад. Северная возвышенность в Состоне — единственная выгодная точка для наблюдения за древними фигурами на холмах, обнаруженных в Уондлбери, в районе Уитшиф-Буфорд.
В Книге Страшного Суда Состон записан в сотне Уиттлсфордов и графстве Кембридшир. В ней, в Состоне зарегистрировано 38 домохозяйств, что ставит Состон на 20-е место населённых пунктов по численности населения Англии. В списке владельцев Состона значатся 3 человека: граф Роберт Де Мортен, Джеффри Де Мандевиль и управляющий Эдо. Одним из правителей в 1066 году был Эдуард Исповедник.
Состон — Холл
Состн-Холл — гордость Состона, особняк, построенный в шестнадцатом веке. Зал может похвастаться множеством прекрасных особенностей, таких как великолепный Большой зал с елизаветинскими панелями и большим камином в стиле Тюдоров 1571 года. В зале также есть своя собственная часовня, которая тоже обшита панелями и имеет украшенный штукатуркой потолок восемнадцатого века и замечательные витражи. На первом этаже длинная галерея и спальня, где, по слухам, спала королева Мария I.
Зал окружён почти 60 акрами (24 га) земли, которая включает в себя участок особого научного интереса, защищённый Англией. Земля также включает в себя ряд естественных источников питания, лесные прогулки, половину рва и ряд церквей меньших ландшафтных садов.
Поместье Состон принадлежало семье Хадлстонов с 1517 по 1980-е гг. Поместье вошло в историю в 1553 г., когда Мария Тюдор, спасаясь от заключения герцога Нортумберленда, провела ночь в Состон-холле. Солдаты Нортумберленда последовали за Мэри в Состон, заставив её бежать на следующее утро, переодевшись молочницей. Когда она бежала, солдаты подожгли средневековое поместье, уничтожив большую часть особняка. С помощью церкви местного самоуправления и просвещения, зал был заново построен сэром Джоном и Эдмундом Хадлстонами в 1557—1584 годах с помощью лицензии, выданной королевой Марией на использование камня из Кембриджского замка. Во время перестройки Мария умерла, и ей наследовала Елизавета I. Это привело к включению в здание ряда священнических отверстий, что позволило семье Хадлстонов продолжать исповедовать католическую веру.
Во время Второй мировой войны Состон-Холл, всё ещё находившийся во владении Хадлстонов, был штаб-квартирой 6-го истребительного крыла, входившего в состав Восьмой воздушной армии ВВС США. Бомбоубежище по-прежнему остаётся в группе, а на верхнем этаже военные граффити всё ещё украшают стены. В 1982 году семья Хадлстонов продала зал, который стал языковой школой, пока нынешний владелец не приобрёл его в 2010 году. Доисторический Состон-Холл примыкает к более ранней церкви Святой Марии в нормандском стиле.
1. ↑  Parish Profiles // (unknown type) — Office for National Statistics.